# Писмо оцу
Писмо његовом оцу је назив који се обично даје писму које је Франц Кафка написао свом оцу Херману у новембру 1919, оптужујући Хермана за његово емоционално увредљиво и лицемерно понашање према свом сину. Кафка се надао да ће писмо премостити растући јаз између њега и његовог оца, иако у писму даје оштру критику обојице.

## Историја
Према Максу Броду, Кафка је заправо дао писмо својој мајци да га преда оцу. Његова мајка никада није испоручила писмо, већ га је вратила сину. Оригинално писмо, дугачко 45 страница, куцао је Кафка и исправио га руком. Још две и по странице су исписане руком.
Писмо, које су на енглески превели Ернст Кајзер и Ејтне Вилкинс, објављено је у двојезичном издању у издању Шокен букс 1966. године и укључено у неколико Шокенових збирки Кафкиних дела. Нови превод Хане и Ричарда Стоукса објавио је Оневорлд Класикс 2008. године под насловом Најдражи оче.
Изводи из писма, које је превела Софи Промбаум, укључени су у збирку радова Франца Кафке.
Писмо почиње овако:
| „                                | Најдражи оче, Недавно сте ме питали зашто тврдим да Вас се бојим. Као и обично, нисам успео да смислим било какав одговор на Ваше питање, делом из самог разлога што Вас се плашим, а делом зато што би објашњење разлога за овај страх значило да улазим у много више детаља него што бих могао и приближно да имам на уму док разговарамо. И ако сада покушам да вам дам писмени одговор, он ће и даље бити веома непотпун... | ” |
| — Франц Кафка, Писмо његовом оцу | |   |